# Episodi di Boston Public (seconda stagione)
La seconda stagione della serie televisiva Boston Public è composta da 22 episodi ed è stata trasmessa negli Stati Uniti dal canale Fox dal 29 ottobre 2001 al 20 maggio 2002.
| nº | Titolo originale     | Titolo italiano          | Prima TV USA     | Prima TV Italia |
| -- | -------------------- | ------------------------ | ---------------- | --------------- |
| 1  | Chapter twenty-three | Voglia di cambiare       | 29 ottobre 2001  |                 |
| 2  | Chapter twenty-four  | Insegnanti in rivolta    | 5 novembre 2001  |                 |
| 3  | Chapter twenty-five  | Vedute limitate          | 12 novembre 2001 |                 |
| 4  | Chapter twenty-six   | L'agnello espiatorio     | 19 novembre 2001 |                 |
| 5  | Chapter twenty-seven | Delusione d'amore        | 26 novembre 2001 |                 |
| 6  | Chapter twenty-eight | In difesa dell'Amore     | 3 dicembre 2001  |                 |
| 7  | Chapter twenty-nine  | Un'altra occasione       | 10 dicembre 2001 |                 |
| 8  | Chapter thirty       | Pregiudizi               | 7 gennaio 2002   |                 |
| 9  | Chapter thirty-one   | Il concorso              | 14 gennaio 2002  |                 |
| 10 | Chapter thirty-two   | Parla col tuo cuore      | 21 gennaio 2002  |                 |
| 11 | Chapter thirty-three | L'arte della dialettica  | 28 gennaio 2002  |                 |
| 12 | Chapter thirty-four  | Un brutto incidente      | 4 febbraio 2002  |                 |
| 13 | Chapter thirty-five  | Qualche minuto di gloria | 11 febbraio 2002 |                 |
| 14 | Chapter thirty-six   | Addio Max                | 18 febbraio 2002 |                 |
| 15 | Chapter thirty-seven | Il potere delle parole   | 25 febbraio 2002 |                 |
| 16 | Chapter thirty-eight | Lo schiaffo di Meredith  | 11 marzo 2002    |                 |
| 17 | Chapter thirty-nine  | Un destino segnato       | 18 marzo 2002    |                 |
| 18 | Chapter forty        | Conflitto d'interessi    | 22 aprile 2002   |                 |
| 19 | Chapter forty-one    | Una festa a sorpresa     | 29 aprile 2002   |                 |
| 20 | Chapter forty-two    | Il ballo della scuola    | 6 maggio 2002    |                 |
| 21 | Chapter forty-three  | Una vita sprecata        | 13 maggio 2002   |                 |
| 22 | Chapter forty-four   | La teste non mente       | 20 maggio 2002   |                 |